# Browarek
Browarek (prononciation : [brɔˈvarɛk]) est une localité polonaise de la gmina de Kroczyce, située dans le powiat de Zawiercie en voïvodie de Silésie.